# Pavol Molnár
Pavol Molnár (Bratislava, 13 de fevereiro de 1936 – 6 de novembro de 2021) foi um futebolista eslovaco, que atuou como atacante.

## Carreira
Molnár jogou pela Seleção Tchecoslovaca, com a qual disputou a Copa do Mundo FIFA de 1958, atuando em duas partidas, e a Copa das Nações Europeias de 1960, onde conquistou a medalha de bronze. Também fez parte da equipe nacional que foi vice-campeã do Mundial de 1962.

## Morte
Molnár morreu em 6 de novembro de 2021, aos 85 anos de idade.